# Шокачки говор
Шокачки говор (познат и као шокачки језик) је дијалектолошки назив за говор Шокаца. Базиран је на источнославонском дијалекту штокавског наречја. Током 18. и 19. века, славонски Шокци су свој језик називали „шокачким”. Пописи становништва у Аустроугарској бележе „шокачки језик”, па су тако на попису из 1910. године његови говорници забележени и у неким општинама тадашње Бачко-бодрошке жупаније: Апатину, Баји, Оџацима, Паланки, итд. Данас се већина Шокаца изјашањава у смислу припадности хрватској нацији, те свој говор сматра варијантом хрватског језика. Мањи део Шокаца, који је очувао свест о својој етничкој посебности, наставља да негује препознатљиву језичку особеност свог говора.